# Hyperusia nivea
Hyperusia nivea är en tvåvingeart som beskrevs av Hesse 1936. Hyperusia nivea ingår i släktet Hyperusia och familjen svävflugor.
Artens utbredningsområde är Botswana. Inga underarter finns listade i Catalogue of Life.